# 亚历山大·切尔维亚科夫

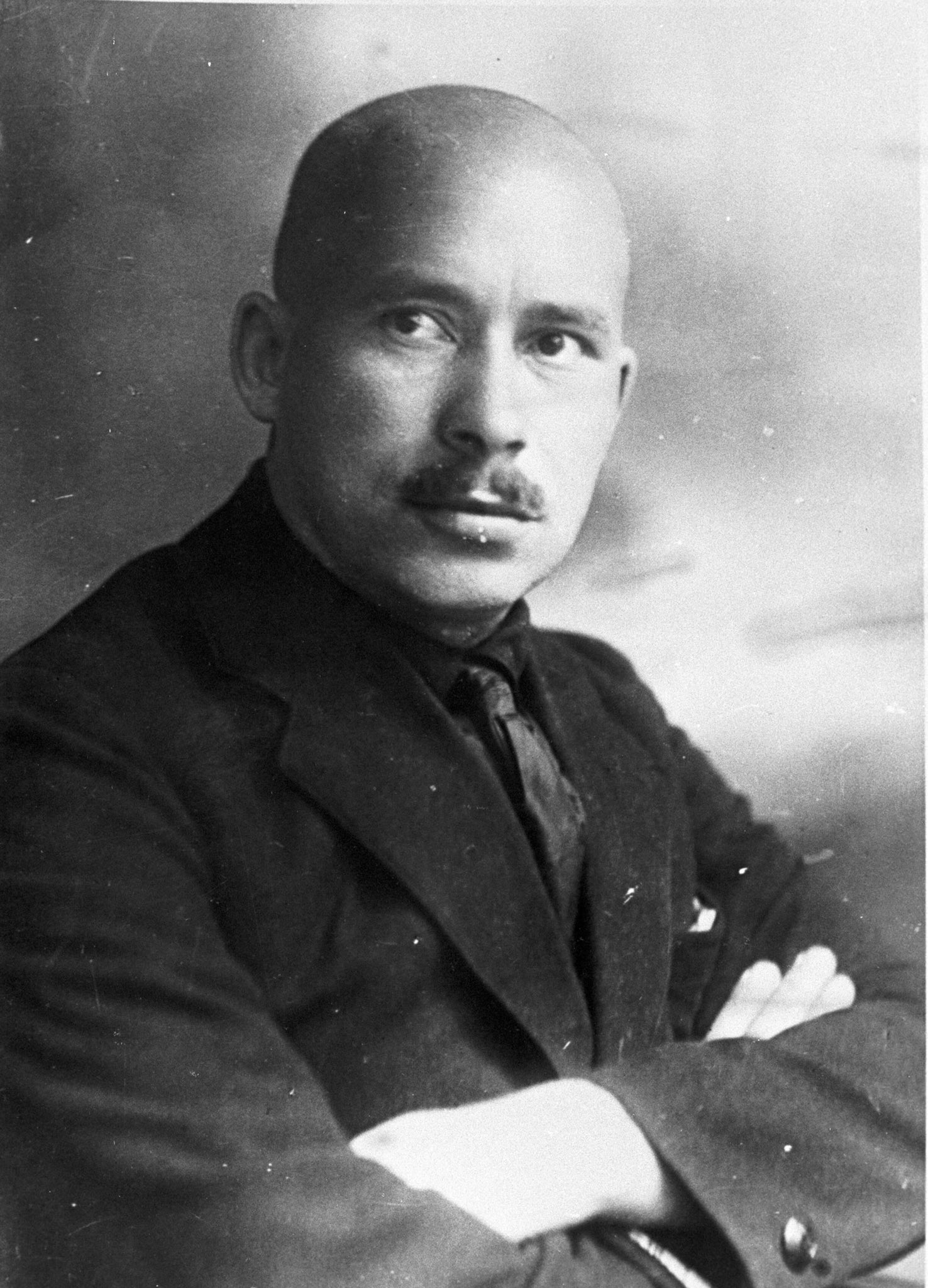
亚历山大·切尔维亚科夫

亚历山大·格里戈里耶维奇·切尔维亚科夫（俄語：Александр Григорьевич Червяков，1892年3月8日—1937年6月16日）白俄罗斯共产党创始人、领导人，1917年加入布尔什维克党，1922年以白俄罗斯苏维埃社会主义共和国国家元首的身份参与签署《苏联成立条约》，1922年至1937年任苏联中央执行委员会主席，大清洗期间自杀。